# ミハイル・タリ
ミハイル・タリ（Mikhail Nekhemievich Tal、ラトビア語表記はMihails Tāls、ロシア語表記はМихаил Нехемьевич Таль、1936年11月9日 - 1992年6月28日）は、元チェスの世界チャンピオンである。無謀と思われるようなサクリファイスをして勝つことからチェスの奇術師、チェスの魔術師の異名を持つ。

## 生涯
ラトビアの首都リガで生まれる。医師の父に7歳のときチェスを教わった。1954年にインターナショナルマスターとなり、1957年にグランドマスターとなる。1960年ミハイル・ボトヴィニクを破り当時世界最年少のチェスの世界チャンピオンとなった。翌年のリターンマッチでボトヴィニクに敗れ、健康が思わしくなかったことからその後挑戦者になることもなかった。
タリは攻め専門の棋風で、ソビエト連邦のプレーヤーの中ではボリス・スパスキーと並んでソ連以外の国で人気のあったことでも知られていた。故郷リガでチェスの専門誌の編集に携わったこともあった。自戦記"Life and Games of Mikhail Tal"や"Tal-Botvinnik 1960"は名著の誉れ高く、「史上最強のチェスライター」と呼ばれたこともある。
病弱に耐えられず、モスクワの病院で腎不全のため55歳にて死亡。